# Сан Вито суло Јонио
Сан Вито суло Јонио (итал. San Vito sullo Ionio) је насеље у Италији у округу Катанцаро, региону Калабрија.
Према процени из 2011. у насељу је живело 1619 становника. Насеље се налази на надморској висини од 392 м.

## Становништво
Према резултатима пописа становништва 2011. у општини је живело 1.830 становника.
| 1931. | 1936. | 1951. | 1961. | 1971. | 1981. | 1991. | 2001. | 2011. |
| ----- | ----- | ----- | ----- | ----- | ----- | ----- | ----- | ----- |
| 3.725 | 3.798 | 4.289 | 3.651 | 2.717 | 2.575 | 2.570 | 2.012 | 1.830 |